# Senlis Communal Cemetery Extension
Senlis Communal Cemetery Extension is een begraafplaats gelegen in de Franse plaats Senlis-le-Sec (Somme). De militaire graven worden onderhouden door de Commonwealth War Graves Commission.
De begraafplaats telt 97 geïdentificeerde Gemenebest graven uit de Eerste Wereldoorlog.